# Vridsløsemagle
Vridsløsemagle es una localidad situada en el municipio de Høje-Taastrup, en la región Capital (Dinamarca), con una población en 2012 de unos 210 habitantes.
Se encuentra ubicada al noreste de la isla de Selandia, a poca distancia al suroeste de Copenhague, la capital del país.